# تئوبرومین
تئوبرومین (به انگلیسی: Theobromine) یک آلکالوئید گیاهی با فرمول شیمیایی C7H8N4O2 می‌باشد. این آلکالوئید گزانتینی در برگ چای و درخت کاکائو یافت می‌شود. تئوبرومین ساختاری شبیه به کافئین دارد و اثرات محرک، نشاط‌آور و ضدسرفه دارد. این ترکیب دارای طعمی تلخ بوده، در تولید نوشابه و شکلات استفاده می‌شود.